# Cesare Battisti (1954)
Cesare Battisti (Cisterna di Latina, 18 dicembre 1954) è un ex terrorista e scrittore italiano.
Durante gli anni di piombo, Battisti fu membro del gruppo terrorista Proletari Armati per il Comunismo. Condannato a 12 anni in primo grado per banda armata, evase dal carcere nel 1981. Successivamente è stato condannato in contumacia all'ergastolo in via definitiva per quattro omicidi, due commessi materialmente e due in concorso con altri. Ha ricevuto asilo fuori dei confini italiani come rifugiato politico e ha svolto l'attività di scrittore di romanzi di genere noir.
Prima della sua ammissione di colpevolezza, avvenuta nel marzo del 2019, Battisti aveva sempre affermato la propria innocenza per quanto riguardava gli omicidi. Trascorse la prima fase della sua latitanza in Messico e in Francia, dove beneficiò a lungo della dottrina Mitterrand, si sposò ed ebbe due figlie, ottenendo la naturalizzazione, poi revocata prima di ottenere il passaporto, infine in Brasile dal 2004 al 2018.
Fu arrestato nel paese Sudamericano nel 2007 e rimase in carcere fino al 9 giugno 2011 per ingresso illegale nel paese con documenti falsi. Ha scontato in totale circa sette anni di carcere. Inizialmente gli fu concesso lo status di rifugiato, poi revocato. Il 31 dicembre 2010 il presidente brasiliano Luiz Inácio Lula da Silva annunciò il rifiuto dell'estradizione in Italia e concesse il diritto d'asilo e il visto permanente (status di "residente permanente"). Il governo della nuova presidente del Brasile Dilma Rousseff negò di nuovo l'estradizione nel 2011.
Michel Temer, divenuto nuovo presidente del Brasile, firmò l'ordine di estradizione nel 2018 e da quel momento Battisti ritornerà latitante. Venne arrestato il 12 gennaio 2019 in Bolivia, da una squadra dell'Interpol (team composto da Polizia italiana, Criminalpol e Antiterrorismo) e il 14 gennaio è stato estradato in Italia dove sta scontando l'ergastolo, attualmente nel carcere di Massa - Carrara. Il 25 marzo 2019 ammise per la prima volta le proprie responsabilità per i crimini imputatigli: si dichiarò colpevole di tutti i reati per cui è stato condannato e chiese scusa ai familiari delle vittime. Nell'agosto 2020 anche l'ex presidente del Brasile, Lula, ha chiesto scusa ai familiari delle vittime sostenendo di aver sbagliato nel dare asilo politico a Battisti, scuse estese agli italiani in un'intervista televisiva nell'aprile del 2021.

## Biografia

### L'adolescenza nell'illegalità
Cesare Battisti è nato a Cisterna di Latina, ma crebbe nella vicina Sermoneta; la sua era una famiglia di estrazione contadina e operaia, con tradizioni comuniste; suoi fratelli sono Vincenzo, Domenico, Assunta, Rita e Giorgio (morto nel 1980).
Da adolescente s'iscrisse al Partito Comunista Italiano e fece parte della FGCI, il gruppo giovanile del PCI, ma ne uscì poco dopo. Nel 1968 si iscrisse al liceo classico, ma già nel 1971 abbandonò la scuola.
Fu quindi protagonista di una fase giovanile piuttosto burrascosa, segnata da atti di teppismo e di piccola delinquenza, che lo segnalarono più volte all'attenzione delle forze dell'ordine.
Battisti fu infatti arrestato per la prima volta nel 1972, per una rapina compiuta a Frascati. Nel 1974 venne nuovamente tratto in arresto per una rapina con sequestro di persona compiuta a Sabaudia ma non scontò la pena. Venne denunciato anche per essere scappato in albergo con due ragazze di 16 e 13 anni ma non venne condannato.
Nel 1977 fu arrestato per aver aggredito un sottufficiale dell'Esercito mentre svolgeva il servizio militare, e quindi rinchiuso nel carcere di Udine dove entrò in contatto con Arrigo Cavallina, ideologo del gruppo eversivo dei Proletari Armati per il Comunismo, che lo accolse nell'organizzazione; nei PAC era presente anche Pietro Mutti, futuro aderente a Prima Linea, poi collaboratore di giustizia e principale accusatore di Battisti e di altri, e sulla cui testimonianza si basa la quasi totalità delle condanne inflitte.

Il giovane Cesare Battisti

In base a questa sua politicizzazione, descrisse le rapine precedenti come espropri proletari, compiute secondo la prassi e l'ideologia dei gruppi armati dell'epoca.
A tal proposito, Battisti ha sempre sostenuto di aver militato già prima di conoscere Cavallina in un gruppo armato, il Fronte Largo, oltre che in Lotta Continua e nell'Autonomia Operaia. In un'intervista del 2014, Battisti ha altresì negato di essere mai stato un rapinatore o un delinquente abituale, e ha sostenuto di aver effettuato solo alcuni furti, sempre qualificandoli come espropri proletari, anche durante la sua prima militanza nella sinistra extraparlamentare, e di essere sempre stato comunista fin da ragazzino, in quanto figlio di militanti del PCI (suo fratello fu candidato alle elezioni locali), negando la qualifica di "malavitoso convertito alla politica" attribuitagli da Cavallina. Battisti così raccontò, in una lettera ai magistrati brasiliani, la sua entrata nei PAC:

### Gli anni dell'eversione e il primo arresto per terrorismo
Trasferitosi a Milano, cominciò a partecipare alle azioni dei PAC, responsabile prima di varie rapine a banche e supermercati nel quadro di quelli che all'epoca venivano definiti negli ambienti eversivi "espropri proletari" (come riconosciuto da Battisti stesso in una lettera del 2009 indirizzata ai giudici della Corte suprema del Brasile), e successivamente anche di alcuni omicidi di commercianti e appartenenti alle forze dell'ordine. Battisti tuttavia, pur riconoscendo la sua precedente militanza nella lotta armata, fatto da cui non si è mai dissociato o pentito, nel 2009 dichiarò la sua estraneità a essi, e affermò di non avere mai sparato a nessuno.
In un'altra intervista dichiarò che già nel 1978 si era distaccato dai PAC, con cui, sempre secondo quanto dichiarò, collaborava solo al giornale Senza galere. Precisò successivamente, nel 2014, di detenere armi, ma di non averle mai usate se non per la caccia o per sparare contro alberi. L'abbandono della lotta armata, secondo sue dichiarazioni, fu dovuto al disgusto per l'assassinio di Aldo Moro, rapito e ucciso dalle Brigate Rosse.
Avrebbe lasciato i PAC per sempre, sempre secondo la sua versione espressa ai giudici brasiliani, poco dopo l'omicidio Santoro, di cui si dichiara innocente, in quanto avrebbe sostenuto che le armi dovevano essere usate solo per difesa, in conseguenza del delitto Moro.
Si unì poi a "un collettivo di gruppi territoriali", descritti da lui come "ugualmente armati ma non offensivi. Vivevo come molti altri clandestini in un vecchio edificio di Milano".
A sua difesa afferma di avere cercato di dissuadere l'ex amico Mutti, che lo considerava "un traditore", dal continuare gli attentati, ritenendo sbagliati gli obiettivi dei PAC (commercianti che avevano sparato a rapinatori e semplici poliziotti), e di non aver condiviso né partecipato ai quattro omicidi per cui è stato condannato.
Secondo le sentenze, invece, sarebbe rimasto fino al 1979 nei PAC, quando, nell'ambito di un'operazione antiterrorismo di vaste proporzioni, Battisti venne arrestato il 26 giugno, detenuto nel carcere di Frosinone e condannato inizialmente, in primo grado (unico processo in cui non fu contumace) a 12 anni per possesso illegale di armi da fuoco e banda armata con aggravante di associazione sovversiva, nell'ambito del processo per l'omicidio del gioielliere Pierluigi Torregiani, ucciso il 16 febbraio 1979, processo poi esteso anche agli altri omicidi dei PAC.

#### Il carcere e l'evasione
Durante la carcerazione morì suo fratello Giorgio in un incidente sul lavoro, ma lo venne a sapere solo dopo tre mesi a causa della censura nella corrispondenza e il divieto degli incontri con i famigliari.
Il 4 ottobre 1981 Battisti, che affermò di temere per la propria incolumità in prigione, evase assieme a un boss della camorra, Luigi Moccia, legato all'omonimo clan e fuggì in Francia. Sarà condannato in contumacia nel 1985 (sentenza confermata dalla Cassazione nel 1991) perché giudicato responsabile di quattro omicidi e di vari altri reati. Venne inoltre condannato all'ergastolo con sentenza della Corte d'assise d'appello di Milano nel 1988 (sentenza divenuta definitiva in Cassazione nel 1993), per omicidio plurimo, oltre che per i reati di banda armata, rapina e detenzione di armi. Nel corso degli anni, sette processi ne hanno dichiarato la colpevolezza. Una volta evaso, avrebbe rifiutato la proposta dello stesso Pietro Mutti di entrare a far parte di Prima Linea. L'evasione di Battisti avvenne grazie a due suoi compagni travestiti da Carabinieri che penetrarono e uscirono dal carcere di Frosinone senza sparare un colpo.

### Le condanne definitive per omicidio
In Italia Cesare Battisti è stato condannato a due ergastoli (gli ergastoli vengono considerati due, anche se nella sentenza unica del processo ai PAC si parla di condanna all'ergastolo, al singolare) per i delitti Santoro e Campagna e svariati anni di carcere, principalmente per concorso morale nell'omicidio Torregiani (13 anni e cinque mesi), concorso nell'omicidio Sabbadin, e per insurrezione armata (12 anni), possesso illegale di armi, banda armata, associazione sovversiva, rapina, furto a cui si aggiunse poi evasione; per quanto riguarda i quattro omicidi eseguiti dal gruppo dei PAC, in tre venne giudicato come concorrente nell'esecuzione (in due avrebbe sparato di persona i colpi mortali), in uno co-ideatore, anche se eseguito da altri; durante il processo ai PAC vennero stilati in totale 68 capi d'accusa, di cui 34 anche contro Battisti. Per alcuni capi d'accusa minori venne assolto. In primo grado ebbe solo una condanna a 6 anni per possesso di armi e banda armata, raddoppiati però a 12 per l'aggravante di finalità terroristica (associazione sovversiva), come previsto della legislazione speciale; ormai contumace, in appello (1986) e in via definitiva (1991, 1993 per il delitto Torregiani), subì l'ergastolo. Gli omicidi addebitati a Battisti furono:
- 6 giugno 1978 a Udine, Antonio Santoro, maresciallo del Corpo degli agenti di custodia[42]; il delitto, subito attribuito alle Brigate Rosse[42][43], viene poi rivendicato il giorno dopo dai PAC con una telefonata al Messaggero Veneto[44]. A sparare fu Battisti, che ebbe la collaborazione della complice Enrica Migliorati[45][46] (fingendosi una coppia di fidanzati), studentessa di 23 anni, che non ebbe l'ergastolo come Battisti ma 22 anni di carcere (ne scontò 14 dopo la sua estradizione dalla Svizzera nel 1992[47]) per concorso e parziale dissociazione. Santoro era accusato dai PAC di maltrattamenti ai danni di detenuti[48], in seguito a inchieste giornalistiche della stampa di sinistra, specie del quotidiano Lotta Continua, che lo accusarono di abuso d'ufficio e abuso di potere[49]; nel volantino di rivendicazione, intitolato Contro i lager di Stato, i PAC scrissero che l'istituzione carceraria andava distrutta perché «ha una funzione di annientamento del proletariato prigioniero» e di «strumento di repressione e tortura».[50][51]
- 16 febbraio 1979 alle ore 15 circa a Milano, Pierluigi Torregiani, gioielliere[52][53]; questo e il successivo delitto Sabbadin vengono rivendicati dai "Nuclei Comunisti per la Guerriglia Proletaria" con un volantino lasciato in una cabina telefonica di piazza Cavour a Milano[54]. Battisti, che era in un altro luogo, occupato con l'omicidio Sabbadin, fu condannato come co-ideatore e co-organizzatore. Nel corso dell'assassinio di Pierluigi Torregiani, eseguito da un commando composto da Giuseppe Memeo, Sebastiano Masala e Gabriele Grimaldi (con la complicità di Sante Fatone), venne coinvolto anche suo figlio adottivo Alberto, che da quel giorno vive paralizzato su una sedia a rotelle per un colpo sparato dal padre durante il conflitto a fuoco con gli attentatori.[55] Torregiani, il 22 gennaio precedente, aveva ucciso un rapinatore durante una tentata rapina in un ristorante, in cui si trovava con i gioielli che aveva mostrato a una vendita televisiva; per recuperare i gioielli, Torregiani e un suo amico aprirono il fuoco contro i banditi armati che stavano svuotando la cassa del ristorante "Il Transatlantico", e nello scontro che ne seguì morirono un rapinatore, Orazio Daidone, 34 anni, e un altro cliente, Vincenzo Consoli, commerciante catanese. Un altro dei clienti rimase ferito. Alberto Torregiani sostiene che i PAC scelsero il padre come vittima perché era stato diffamato dalla stampa locale e presentato come "giustiziere" (in un titolo su la Repubblica) e "sceriffo" contro gli "espropriatori proletari".[56] Secondo Battisti, i PAC consideravano Torregiani e Sabbadin come «uomini di estrema destra che praticavano autodifesa, che andavano sempre armati (una specie di milizia)», «giustizieri di estrema destra» e della "controguerriglia", praticanti la giustizia sommaria.[20] Alberto Torregiani ha dichiarato di voler chiedere il risarcimento danni allo Stato italiano, anziché a Battisti, vista la mancata estradizione.[57]
- 16 febbraio 1979 alle ore 18 circa a Santa Maria di Sala, Lino Sabbadin, che svolgeva attività di macellaio[52][53]; Battisti fu complice nell'omicidio facendo da "copertura armata" all'esecutore materiale Diego Giacomin, reo confesso («devo dire che fui l'autore degli spari e che mi trovavo insieme a un compagno dell'organizzazione» disse al processo), coadiuvato da Paola Filippi (autista) e sotto la direzione organizzativa di Pietro Mutti. Sabbadin, militante del Movimento Sociale Italiano,[58] si era opposto con le armi al tentativo di rapina del suo esercizio commerciale, uccidendo Elio Grigoletto, 23 anni[59]. Il figlio di Sabbadin, in un'intervista a una rivista della destra radicale francese, ha sostenuto che gli uccisori erano complici del rapinatore, ma la cosa è stata smentita, gli stessi PAC affermarono di aver voluto vendicare l'"espropriatore proletario".[48] Sabbadin aveva già subito un attentato dinamitardo da parte della Guardia Territoriale Comunista.[60]
- 19 aprile 1979 a Milano, Andrea Campagna, agente della DIGOS[61]. Il delitto fu subito rivendicato dai PAC e poi da altri gruppi terroristici, per cui i PAC intervennero con una seconda telefonata di rivendicazione in cui venne definito «torturatore di proletari»[62]. L'omicidio fu eseguito con diversi colpi d'arma da fuoco al volto, di cui fu riconosciuto come l'esecutore materiale, mentre Pietro Mutti e un altro complice aspettavano in automobile. Campagna aveva partecipato ai primi arresti legati al caso Torregiani, in qualità di guidatore dell'auto con a bordo i capisquadra, ed era apparso in televisione accanto ad alcuni membri dei PAC e dell'Autonomia Operaia appena arrestati.

Sia Andrea Campagna sia Antonio Santoro furono in seguito insigniti della medaglia d'oro al merito civile "alla memoria".

#### Prescrizione e decorso delle pene
Alcuni reati sono caduti in prescrizione: detenzione di armi, aggressione, ferimenti, cospirazione (1987) e associazione sovversiva (1991). Alcune pene specifiche della fattispecie terroristica, inflitte a Battisti e ai PAC in via definitiva nel 1993, sono cadute in prescrizione; esse sono: rapina (2013), partecipazione a banda armata (2012).
Le pene per gli omicidi Torregiani e Sabbadin si prescriveranno nel 2023 e nel 2021, mentre quelle per i reati per cui è stato condannato all'ergastolo (omicidio Santoro e Campagna) non sono invece prescrittibili.
Qualora venisse incarcerato in Italia, secondo alcuni giuristi dovrebbe scontare la pena cumulativa dell'ergastolo, che, nei fatti, per gli effetti della legge Gozzini, non si configura come carcere a vita (tranne casi specifici), ma come una pena di circa 26 anni di reclusione, con possibilità di ottenere i permessi premio dopo 10 e la semilibertà dopo 20 (pur essendo, in teoria, perpetuo, e rappresentando quindi un motivo di scontro con il Brasile, la cui pena massima è 30 anni). Avendo scontato già 7 anni, almeno in teoria Battisti, se si costituisse spontaneamente alla giustizia italiana, potrebbe ottenere di uscire brevemente dal carcere dopo 3 anni.
Gli avvocati di Battisti sostengono invece che non gli verrebbero mai concessi i benefici né un nuovo processo, per cui il Brasile ha spesso messo come condizione per l'estradizione la commutazione della pena di Battisti in 30 anni di carcere.
La prescrizione secondo il Brasile
Inoltre, secondo la legge del Brasile (dove si è rifugiato nel 2004), tutti i reati, compresi i più gravi (con la sola eccezione dei reati di strage e crimini contro l'umanità, che non riguardano, però, il caso Battisti) si prescrivono dopo un massimo di 20 anni dalla condanna definitiva, che la difesa di Battisti individua nella sentenza del 1988 che lo condannò all'ergastolo: quindi, secondo il codice penale brasiliano, sarebbero già tutti prescritti dal 2008, non contando come interruzione della prescrizione l'arresto preventivo del 2007. Secondo il governo italiano e alcuni politici brasiliani favorevoli all'estradizione (come il ministro Cezar Peluso), la legge brasiliana stabilirebbe il decorrere della prescrizione dalla sentenza definitiva del 1993: avrebbe dovuto compiersi nel 2013, quando la richiesta era stata ormai inoltrata. Nel 2011, quindi, la prescrizione non era ancora scattata, ma il decorso del termine prescrizionale è stato raggiunto in seguito alla permanenza in Brasile nei due anni seguenti.
Il procuratore generale del Brasile, Antonio Fernando de Souza, ha poi decretato che, in base alla legge penale brasiliana, i crimini commessi da Battisti sarebbero caduti in prescrizione solo tra il 2011 e il 2013. Essendo intervenuta poi la sentenza di non estradizione, in caso di richiesta successiva dell'Italia la difesa, dopo quella data, avrebbe invece potuto invocare la prescrizione. Anche la sentenza per falsificazione di documenti del 2010 è prescritta, non essendo stata eseguita.

### La fuga in Francia e in Messico
Evaso nel 1981, Battisti per quasi un anno visse da clandestino a Parigi. Lì si diede alla scrittura e fondò insieme con altri una rivista culturale, Via Libre. Secondo quanto affermato dallo stesso Battisti in un articolo apparso su Paris Match il 22 luglio 2004, terminato il suo primo romanzo, questo sarebbe stato pubblicato a sua insaputa da un amico, spacciatosi per l'autore; nell'articolo Battisti non fece il nome né del romanzo, né della persona che se ne sarebbe attribuita la paternità, poiché vi sarebbe una causa per plagio in corso.
Alla fine del 1981 fuggì in Messico, vivendo a Puerto Escondido fino al 1990. Durante la sua latitanza messicana intervennero le condanne in contumacia. Decise di dedicarsi a tempo pieno alla letteratura, anche su consiglio di Paco Ignacio Taibo II.

### Latitanza in Francia e Brasile
Battisti tornò in Francia nel 1990. Nella capitale francese frequentò la comunità di latitanti italiani che vi viveva grazie alla dottrina Mitterrand. Intanto terminò un romanzo e visse traducendo in italiano racconti di autori noir francesi, tra i quali Didier Daeninckx e Jean-Patrick Manchette, tentando di aprire una lavanderia e facendo vari lavori, tra cui il portinaio dello stabile dove risiedeva.
Poco tempo dopo venne arrestato a seguito di una richiesta di estradizione del governo italiano. Nell'aprile 1991, dopo quattro mesi di detenzione, la Chambre d'accusation di Parigi lo dichiarò non estradabile: tra le motivazioni, la dottrina Mitterrand che garantiva protezione ai latitanti per motivi politici e il fatto che, secondo la magistratura francese, le prove a suo carico erano "contraddittorie" e "degne di una giustizia militare".
Nel frattempo, nel 1993, Gallimard pubblicò nella sua Série Noire il suo romanzo Travestito da uomo. Nel 1997 fu uno dei fuoriusciti dei movimenti politici dell'estrema sinistra italiana rifugiati in Francia, riuniti nell'associazione XXI secolo, che chiesero all'allora Presidente della Repubblica Oscar Luigi Scalfaro una soluzione politica "di indulto o di amnistia" dei reati loro addebitati.
La sua attività letteraria proseguì con libri in cui espose la sua analisi sull'antagonismo radicale, il più significativo dei quali fu Orma rossa. A seguito della pubblicazione dei suoi romanzi anche in Italia, nel dicembre 2003 andò in scena lo spettacolo Tracce - Scritti e letture da Cesare Battisti, interpretato da Pier Giorgio Bellocchio, con la regia di Renato Chiocca.
In Francia ottenne la naturalizzazione, che gli fu ritirata nel 2004, poco prima del conferimento ufficiale del passaporto francese che ne attestasse la cittadinanza. Il suo legale fece poi causa al Ministero degli Interni, vincendola nel 2006, ma senza che gli fosse appunto conferito il passaporto, il quale impedirebbe ogni tentativo di estradizione.
Il cosiddetto "caso Battisti" esplose il 10 febbraio 2004 quando venne arrestato a Parigi, inizialmente con l'accusa di aver litigato con un vicino di casa. L'arresto fu reso possibile anche in virtù del "patto Castelli-Perben" del 2002 che, per reati commessi prima del 1982, limitava l'estradizione solo per i casi di eccezionale gravità.
La magistratura italiana richiese nuovamente la sua estradizione, che venne concessa dalle autorità francesi il 30 giugno: poco prima il presidente Jacques Chirac, successore di Mitterrand, aveva palesato il suo consenso all'estradizione in Italia in caso di esito negativo del ricorso in Cassazione presentato dai legali di Battisti. Il Consiglio di Stato e la Corte di Cassazione, con due successive decisioni sulla richiesta di estradizione, autorizzarono la consegna di Battisti alle autorità italiane, segnando la fine della cosiddetta dottrina Mitterrand. A seguito di tale provvedimento francese Battisti, nel frattempo liberato, si rese latitante, lasciando la Francia e facendo perdere le sue tracce. Prima tentò di raggiungere l'Africa, passando per la Corsica, via mare su una barca, poi tornò indietro e con l'aiuto di amici, riuscì a raggiungere il Sudamerica, fermandosi in Brasile.
Gli avvocati di Battisti denunciarono la violazione del divieto di doppio giudizio (ne bis in idem) in quanto nel 1991 Battisti era stato giudicato non estradabile da un tribunale francese, con pronuncia in via definitiva.
Nel luglio 2005, la stampa italiana denunciò l'esistenza del Dipartimento di Studi Strategici Anti-Terrorismo (DSSA), una polizia parallela creata da Gaetano Saya, leader dei gruppi neofascisti Nuovo MSI e Partito Nazionalista Italiano, e da Riccardo Sindoca. Saya era un ex appartenente dell'Organizzazione Gladio, la stay-behind paramilitare della NATO, coinvolta in alcuni fatti della strategia della tensione in Italia, e vicino a Licio Gelli della loggia P2. Secondo il quotidiano Il Messaggero, citato anche da The Independent, fonti giudiziarie dichiararono che, in alcune intercettazioni, i membri della DSSA manifestarono l'intenzione di rapire Cesare Battisti e portarlo in Italia.
Secondo uno dei fratelli, già nel 1990 i servizi segreti italiani avevano tentato di uccidere Battisti.
Intanto un ultimo ricorso, presentato alla Corte europea dei diritti dell'uomo, contro la sua estradizione in Italia, venne dichiarato, all'unanimità, dalla stessa Corte inammissibile nel dicembre del 2006 in quanto manifestamente infondato.
Alcuni esponenti politici italiani hanno lanciato delle raccolte di firme a favore dell'estradizione di Cesare Battisti.
Sempre nel 2006 Battisti ha proclamato la sua innocenza per i quattro omicidi, mutando così la precedente linea difensiva che prevedeva l'astensione dal commentare pubblicamente la vicenda giudiziaria circa le sue responsabilità negli omicidi commessi dai PAC, definendosi un guerrigliero «che ha fatto la lotta armata negli anni '70», perseguitato dallo Stato italiano per motivi politici. Battisti si assume la responsabilità di aver militato in una banda armata sovversiva e di aver effettuato rapine e furti, ma non quella di aver ucciso; secondo la Repubblica e altri organi di stampa fece altresì i nomi quelli che riteneva essere i veri assassini: per l'omicidio Torregiani i condannati e rei confessi Giuseppe Memeo, Sebastiano Masala e Gabriele Grimaldi, più Sante Fatone (tutti pentiti e dissociati), per Sabbadin il condannato Diego Giacomin, reo confesso, per Santoro e Campagna il pentito Pietro Mutti (assieme a Memeo nel secondo crimine), il suo accusatore, che avrebbe scaricato le colpe su Battisti evitando l'ergastolo e subendo una carcerazione breve (circa 8 anni). Questo fatto è stato seccamente smentito da Battisti nel 2019.
Nel 2009 Battisti si è detto pronto a incontrare i parenti delle vittime degli omicidi a lui contestati e ha dichiarato di avere già avuto un rapporto epistolare "di amicizia, sincerità e rispetto" con Alberto Torregiani. Torregiani ha invece detto che Battisti gli ha scritto una lettera, nella quale, "ben lungi dal chiedere qualunque perdono né mostrare pentimento, Battisti si è proclamato innocente e vittima della situazione. Io gli ho risposto con il mio punto di vista. Non c'è dialogo possibile".
Nel 2014 Battisti ha sostenuto nuovamente che Alberto Torregiani avesse un buon rapporto con lui, di averlo aiutato a scrivere un libro e che questi credesse alla sua innocenza almeno sull'omicidio del padre, ma che abbia cambiato pubblicamente idea perché avrebbe ricevuto pressioni: «l'hanno minacciato di togliergli la pensione e lui ha eseguito gli ordini e si è messo a urlare contro di me. Ha cambiato idea all'improvviso, si è messo a dire che io sono un criminale quando sa benissimo che non c'entro io con la morte di suo padre».
Ha invitato inoltre lo Stato italiano a «voltare la pagina» degli anni di piombo, «senza vendette tardive», chiedendo "perdono" per le vittime degli attentati del suo gruppo, ammettendo le proprie «responsabilità politiche», ma negando sempre la sua partecipazione diretta agli attacchi terroristici e rifiutando anche la parola "pentimento": «Non mi pento di nulla. Non posso pentirmi di quello che non ho fatto. Mi accusano di vari omicidi. I responsabili sono stati arrestati e torturati. Quando sono avvenuti gli omicidi, già non facevo più parte dell'organizzazione».
(Intervista a Cesare Battisti del 2013)

### Concessione dell'asilo politico in Brasile
Venne arrestato a Copacabana, in Brasile, il 18 marzo 2007, a seguito di indagini congiunte di agenti francesi e carabinieri del Raggruppamento Operativo Speciale. Assieme a lui venne arrestata temporaneamente una donna, esponente dei comitati di sostegno ai latitanti italiani, che avrebbe dovuto consegnargli del denaro. Il fratello maggiore di Cesare, Vincenzo Battisti, ha sostenuto che nell'arresto furono implicati anche i servizi segreti francesi (che in precedenza lo aiutarono fornendogli documenti falsi) e che Battisti subì trattamenti violenti e torture durante la detenzione.
Il 13 gennaio 2009, il Brasile ha deciso di accordare lo status di rifugiato politico a Cesare Battisti.
Il ministro della giustizia Tarso Genro, esprimendosi in modo contrario rispetto alla decisione dal CONARE (l'organismo brasiliano che esamina le richieste di asilo politico, equivalente dell'avvocatura dello Stato) votata due mesi prima, ha motivato la decisione su quello che definisce il "fondato timore di persecuzione del Battisti per le sue idee politiche", nonché sui dubbi espressi sulla regolarità del procedimento giudiziario nei suoi confronti. L'Accordo bilaterale con l'Italia del 17 ottobre 1989, firmato a Roma, disciplina i casi di estradizione e scambio di detenuti. Il riferimento per la non estradizione di Battisti è l'articolo 3 ("Rifiuto di estradizione"), lettera d e f:

#### Ricorso al Tribunale supremo federale
Il Brasile, paese che ha abolito l'ergastolo sostituendolo con una pena massima di 30 anni, ritenne inoltre che l'ergastolo con isolamento e parziale privazione della luce solare, al quale Battisti è condannato, rischiando anche l'applicazione dell'articolo 41-bis, a discrezione del Ministro dell'Interno, fosse un trattamento inumano e degradante, assimilato a una forma di tortura. Il governo brasiliano affermò che Battisti poteva, forse, essere estradato solo se l'Italia avesse commutato i due ergastoli in una pena massima di 30 anni di carcere, come proposto (salvo poi ritrattare) anche dal ministro italiano Clemente Mastella.
Il Tribunale supremo federale non ha scarcerato Battisti, contestando la ricostruzione del Ministro e per il fatto che l'ex PAC è entrato in Brasile irregolarmente con un documento falso, per cui aveva un processo pendente, ma ha rifiutato l'estradizione. Il Procuratore generale della Repubblica Antonio Fernando de Souza, che nel 2008 si era espresso a favore dell'estradizione, ha considerato legittima e costituzionale la decisione del governo brasiliano e ha chiesto l'archiviazione del processo di estradizione di Cesare Battisti.
La decisione del governo brasiliano ha suscitato aspre reazioni sia da parte del governo italiano sia da parte dell'opposizione di centro-sinistra sfociate nella mozione bipartisan, approvata all'unanimità dal parlamento, per richiedere la revoca dello status di rifugiato politico dell'ex terrorista. Il Presidente della Repubblica Giorgio Napolitano ha in seguito inviato una lettera al suo omologo Luiz Inácio Lula da Silva in cui ha espresso il proprio stupore e rammarico per la decisione del governo brasiliano.
Secondo la stampa brasiliana, Carla Bruni sarebbe intervenuta tramite il marito Nicolas Sarkozy sul governo brasiliano per determinare la decisione del Ministro della Giustizia Genro; la notizia è stata pubblicamente smentita in diretta alla trasmissione Che tempo che fa del 25 gennaio 2009 dalla stessa Carla Bruni.
Sulla decisione brasiliana è da ultimo intervenuto il Parlamento europeo che ha approvato una risoluzione che chiede al governo brasiliano di tenere conto delle sentenze italiane sul caso Battisti e ha osservato un irrituale minuto di silenzio in memoria delle vittime (l'europarlamentare di Alleanza Nazionale Roberta Angelilli ha chiesto di utilizzare il suo tempo di parola per il silenzioso omaggio).
In attesa della pronuncia definitiva del Tribunale supremo, Battisti ha tenuto per 10 giorni uno sciopero totale della fame.
Gli avvocati presentarono anche una lettera del Presidente Emerito della Repubblica Italiana Francesco Cossiga, in cui i terroristi venivano definiti "criminali politici", e non "comuni", oltre che "sovversivi di sinistra" che agivano secondo le idee di Lenin.
Il 18 novembre 2009 la più alta istituzione giurisdizionale del Brasile, il Supremo Tribunal Federal, ha considerato illegittimo lo status di rifugiato politico concesso dal governo brasiliano. La pronuncia, 5 voti favorevoli e 4 contrari, è favorevole all'estradizione di Battisti in Italia, ma ha lasciato alla Presidenza della Repubblica del Brasile la parola definitiva sulla sua effettiva esecuzione.
Le motivazioni della sentenza del Supremo Tribunal sono state depositate il 15 aprile 2010, e divulgate il giorno successivo.
Il 5 marzo 2010 Battisti ha subito dal Tribunale di Rio de Janeiro una condanna a due anni da scontare in regime di semilibertà per uso di passaporto falso.
Il 31 dicembre 2010 Lula annunciò il proprio rifiuto all'estradizione di Battisti in Italia, seguendo il nuovo orientamento dell'Avvocatura di Stato brasiliana; come ultimo atto del proprio mandato gli concesse un visto permanente. Il Supremo Tribunal Federal, la Corte costituzionale brasiliana, ha confermato la legittimità della carcerazione di Battisti sino alla sua definitiva pronuncia.
Intanto, il fratello di Battisti chiese a Giorgio Napolitano la grazia per l'ex terrorista, in quanto ha vissuto sempre in fuga e soffre di problemi di salute (in particolare una forma grave di epatite B, ulcera gastrica, iperglicemia e problemi nervosi), ma senza successo.

#### Scarcerazione
Il 9 giugno 2011 il Supremo Tribunal Federal brasiliano ha confermato la decisione del presidente Lula di non estradare Cesare Battisti e ha votato a favore della sua liberazione, in quanto la pena per uso di documenti falsi era ormai scontata.

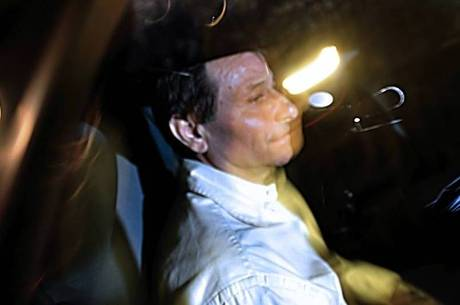
Cesare Battisti scarcerato nel giugno 2011

Battisti afferma che «se il governo italiano avesse mentito meno, probabilmente avrebbe ottenuto la mia estradizione. Lula non l'ho mai visto, non ha nessuna simpatia per me. Ma quando dall'Italia sono cominciate ad arrivare notizie contraddittorie e assurde sulla mia vicenda, Lula ha deciso di prendere informazioni per conto suo. A un certo punto nel governo di qua si sono sentiti presi in giro dall'Italia, mica sono scemi i brasiliani».
Da allora vive con gli aiuti economici di amici e lavorando come impiegato in un sindacato, a causa della mancata ristampa dei suoi vecchi libri e della difficoltà di trovare editori e distributori su larga scala per i suoi nuovi lavori; pur avendo vista revocata la concessione iniziale dell'asilo politico, viene ospitato in Brasile come immigrato senza possibilità di estradizione, con un "visto permanente di immigrante" regolare: «La decisione rispetto all'estradizione non si tocca. È vero che il Tribunale federale si pronunciò anni fa a favore dell'estradizione di Battisti, ma è stato l'allora Presidente della Repubblica Lula a negarla. Lula decise che Battisti doveva restare in Brasile e così fu. Oggi non si decide sulla questione dell'estradizione, ma sulla regolarità della situazione di Cesare Battisti come straniero in territorio brasiliano ( [...] ) Sappiamo che Cesare Battisti ha una figlia, ma non abbiamo la certezza che sia naturale o acquisita. Se diventasse padre o se solo decidesse di sposare la sua compagna brasiliana il suo visto automaticamente diventerebbe permanente…» (dichiarazione del Procuratore della Repubblica a Brasilia, Vladimir Aras), rischiando solo l'espulsione verso un altro Paese, in caso di irregolarità.
Abita con la famiglia in un appartamento bilocale in affitto all'estrema periferia di San Paolo, nella cittadina di Embu das Artes.
Battisti si è sposato due volte, la prima con una donna francese conosciuta a Parigi, Laurence, con la quale poi si trasferì in Messico negli anni ottanta. In Messico gli nacque la prima figlia, Valentina detta Valentine (nata nel 1984), ricercatrice in biologia e genetica a Parigi, e successivamente ne avrà un'altra, Charlene (nel 1995), al suo ritorno in Francia. In Brasile ebbe il terzo figlio, Raul, nel 2013, da Priscila Pereira, insegnante da cui si separò poco dopo. Ha anche dei nipoti, avuti dalle figlie maggiori.
L'ex terrorista ha altresì affermato che sarebbe disposto a consegnarsi all'Italia, se gli venisse garantita la revisione del processo con la presenza di osservatori internazionali.
Il ministro degli Esteri Franco Frattini ha dichiarato di voler ricorrere alle Corte internazionale di giustizia.

### Eventi successivi (2015-2017)
Nel 2015, la sentenza del giudice federale Adverci Rates Mendes de Abreu ha revocato il permesso di soggiorno all'ex terrorista, a suo tempo concesso dal Presidente Lula, poiché «si tratta del caso di un cittadino straniero con una situazione irregolare che, in quanto condannato per crimini nel suo Paese di origine, non ha diritto a rimanere in Brasile», si legge nella sentenza che annulla l'atto di concessione della residenza di Cesare Battisti in Brasile e chiede l'applicazione di un procedimento di espulsione, con la motivazione che un cittadino straniero condannato in via definitiva nel proprio paese d'origine non può ottenere il visto di residenza permanente, ma solo lo status di rifugiato, negato a Battisti in ultima istanza.
Tuttavia «gli istituti di espulsione e estradizione sono ben distinti. L'espulsione non contraddice la decisione del presidente della Repubblica di non estradare, visto che non è necessaria la consegna del cittadino straniero al suo Paese di origine, in questo caso l'Italia, potendo essere espulso verso un altro Paese disposto ad accoglierlo», ha aggiunto il giudice, riferendosi alla Francia (dove avrebbe buone possibilità di ottenere la cittadinanza), al Messico o qualsiasi altro volesse farlo entrare.
L'avvocato di Battisti, Igor Sant'Anna Tamasauskas, ha impugnato il provvedimento, in quanto l'atto di Lula, approvato dal supremo tribunale, avrebbe valore costituzionale, tale da poter essere annullato solo da una revisione processuale, accordata dallo stesso tribunale.
Battisti è stato poi arrestato e fermato dalla polizia nella sua casa di Embu das Artes, dove si trovava con il figlio e la nuova compagna, ma rilasciato dopo poche ore, quando il Tribunale Regionale Federale ha nuovamente accolto il ricorso dell'avvocato Sant'Anna Tamasauskas, sospendendo l'ordine di espulsione, con la motivazione che un giudice federale non può espellere andando contro il Tribunale supremo o la decisione del Presidente, e che solo lo stesso Supremo Tribunal Federal potrebbe revocare il permesso di residenza come lavorante immigrato all'ex terrorista, esistendo inoltre il divieto di doppio giudizio, a suo tempo non considerato nell'analoga situazione in Francia.
Un altro ostacolo alla espulsione è il fatto che Battisti sia convivente con una cittadina brasiliana e padre di un minorenne di nazionalità brasiliana, che ha dimostrato essere suo figlio biologico con un test del DNA eseguito nel 2016; in caso di matrimonio, il visto potrebbe essere irrevocabile, da "immigrato regolare" a "residente permanente", ai sensi dello Statuto dello Straniero. Peraltro, secondo lo studioso argentino-brasiliano Carlos Lungarzo, tale status (revocabile solo dal Capo dello Stato previa autorizzazione del Supremo Tribunal) sarebbe già stato concesso nel 2011, ma ostacolato nel suo iter legale. Lungarzo ha accusato l'opposizione di usare il caso Battisti per indebolire il governo.
A ostacolare l'espulsione, anche l'articolo 63 dello Statuto: «Non si procederà ad espulsione se questa mette in questione un'estradizione non ammessa dalla legge brasiliana»; l'unica possibilità che Battisti sia espulso è quella in cui il STF decida di avviare una revisione del giudicato, assai difficile poiché sfavorevole all'imputato e in assenza di nuovi reati attribuiti a Battisti, tali da fare indire un nuovo giudizio. Secondo il magistrato che ha accolto il ricorso «l'estradizione non fu ammessa da Lula e fu cancellata dallo stesso STF, ragion per cui l'espulsione eseguita implicherebbe un'estradizione obliqua, risultando perciò contraria alla volontà di Lula e STF».
Lo Stato italiano non ha rinunciato però all'estradizione, ventilando uno scambio con l'ex banchiere e sindacalista italo-brasiliano Henrique Pizzolato, estradato in Brasile, anche se le due vicende non sono in relazione e pare molto lontano un accordo di questo tipo. L'ordine di espulsione (non il procedimento sulla richiesta di estradizione, che fu chiuso da Lula per quanto riguarda il Brasile, non però per Francia e Messico) verrà giudicato nuovamente da un tribunale brasiliano. Il visto lavorativo non poteva infatti essere concesso a chi è entrato irregolarmente o ha condanne pendenti, ma può essere concesso per matrimonio.
Nel giugno 2015 Battisti ha annunciato il matrimonio con la fidanzata storica Joice Lima Passos do Santos; testimone di nozze, l'amico e avvocato Eduardo Matarazzo Suplicy, senatore del PT. Battisti avrebbe potuto ottenere, oltre al visto permanente, anche la cittadinanza brasiliana, in questo caso prevista, su richiesta, dopo un anno; essa gli è stata negata però a causa delle condanne riportate e di irregolarità.
Battisti e la compagna si sono sposati sul litorale di San Paolo il 27 giugno 2015, con una cerimonia religiosa di rito Umbanda (un culto cristiano-animista afro-brasiliano). Il matrimonio di Battisti è stato convalidato e accettato dalla legge brasiliana il 12 settembre 2015. Si è separato dalla moglie nel 2017, tornando a vivere con la madre di suo figlio per un periodo.
Il 14 settembre la sesta sezione del Tribunale Federale Regionale della Prima Regione (San Paolo) ha dichiarato illegittimo l'arresto temporaneo di Battisti avvenuto nel marzo 2015 in seguito alla revoca del visto, in quanto la stessa sentenza di revoca con richiesta di espulsione era irregolare, poiché andava contro il pronunciamento in via definitiva del Tribunale supremo nel 2011. Lo stesso giorno l'ex terrorista dei PAC è tornato all'attività letteraria di promozione dei suoi libri, presentando la traduzione portoghese del suo romanzo Le cargo sentimental alla Mostra Biennale del Libro di Rio de Janeiro.
Secondo i legali, con la caduta di Dilma Rousseff (incriminata e destituita per reati finanziari), la condanna di Lula per lo scandalo Petrobras, e l'avvento alla presidenza di Michel Temer (2016), Battisti, pur non essendo al momento estradabile, rischiò di nuovo l'espulsione verso Francia e Messico.
Nel settembre 2017 il governo italiano chiese al Brasile di rivedere le condizioni dello status di rifugiato di Cesare Battisti. Si diffuse la notizia che il ministro degli esteri Aloysio Nunes abbia convinto il presidente brasiliano Michel Temer a concederne l'estradizione in Italia.
Il 4 ottobre 2017 Cesare Battisti venne arrestato nella città di Corumbá nel Mato Grosso do Sul, al confine tra Brasile e Bolivia. 
Durante un normale controllo della Polizia Stradale Federale venne fermato mentre cercava di attraversare la frontiera con due amici (secondo quanto dichiarato dall'ex terrorista aveva intenzione di andare a pescare ma la polizia lo avrebbe appositamente aspettato), violando quindi le condizioni di asilo in Brasile e venendo accusato di trasporto illegale di denaro e riciclaggio, accusa poi ritirata. Venne rilasciato tre giorni dopo, in seguito all'accoglimento provvisorio dell'istanza di habeas corpus preventivo, con l'obbligo di presentarsi mensilmente al tribunale della città di San Paolo, dove è posto in domicilio coatto a Cananéia in casa di amici (l'accademico Carlos Lungarzo e sua moglie), in attesa di pronuncia del Tribunale Supremo. L'11 ottobre Temer annunciò di essere orientato a voler revocare il diritto d'asilo de facto e la residenza permanente. Battisti dichiarò di non aver violato alcuna clausola, di essere sempre stato libero nei movimenti a rigore degli accordi di asilo, e che secondo lui l'estradizione sarebbe una "condanna a morte" indiretta a causa del "mostro" creato dai mass media italiani, ribadendo che «tutte le morti sono deplorevoli, ma non c'è motivo che io chieda scusa per qualcosa che hanno commesso altri».
(Cesare Battisti, 13 ottobre 2017)
 Il riferimento al 2009 forse riguarda quando, nel corso di una cerimonia, La Russa, rivolto ad alcuni carabinieri, pronunciò le parole: «se ci potesse essere un gruppetto che vuole andare in Brasile…», frase che venne ricordata dall'ex ministro della giustizia Tarso Genro in un'intervista al quotidiano italiano Liberazione in cui spiegava i motivi dell'asilo politico, pur non considerando l'Italia degli anni '70 come un regime.
Secondo il governo, tramite le parole del ministro della giustizia Torquato Jardim, il tentativo di espatrio aveva invece rotto il rapporto di fiducia tra le parti previsto dal diritto d'asilo, e l'estradizione diventò possibile; tuttavia il tribunale ordinario ne bloccò la procedura politica il 13 ottobre in attesa di una pronuncia definitiva del Supremo Tribunale Federale (unico organo deputato a togliere il diritto di asilo) e quella del Tribunale Federale Regionale del 24 ottobre; i giudici regionali decisero per l'accoglimento dell'istanza di habeas corpus e lo lasciarono in libertà, dovendo egli solo rispondere di esportazione illecita di valuta ai fini di evasione fiscale. Il governo brasiliano e quello italiano firmarono un accordo, reso pubblico l'anno dopo, secondo cui l'ergastolo sarebbe stato commutato in 30 anni, secondo le leggi brasiliane, in caso di estradizione diretta dal paese sudamericano all'Italia.

### Tentativo di estradizione del 2018
Nell'aprile 2018 Cesare Battisti e l'ex moglie Joice Lima furono sottoposti a revoca del passaporto e a misure restrittive per aver usato documenti falsi al matrimonio. In ottobre il candidato presidenziale Jair Bolsonaro promette l'estradizione del già PAC in caso di sua elezione A fine ottobre Battisti risultò irreperibile dalla sua abitazione a Cananéia, dopo che il Presidente eletto Bolsonaro aveva ribadito la sua volontà di estradarlo. Secondo il legale, Battisti si trova a San Paolo e "non ha bisogno di pronunciarsi in nessun modo", poiché "dispone di una decisione del Supremo Tribunale Federale (Stf) che garantisce la sua permanenza in Brasile", emessa nel 2017 da Luiz Fux, magistrato della suprema corte. In base a questa pronuncia, il governo brasiliano non può concedere l'estradizione fino a quando il Stf non avrà deciso se un Presidente ha la facoltà di modificare una decisione definitiva di non estradizione presa dal predecessore.
Il 14 dicembre l'Alta Corte ordinò però l'arresto dell'ex terrorista, con un mandato emesso dallo stesso Luiz Fux, in quanto vi era pericolo di fuga, stabilendo la facoltà costituzionale del Presidente del Brasile di revocare i decreti dei predecessori. Il Presidente ancora in carica Temer ne ha quindi ordinato l'estradizione, ma l'ex terrorista risulta latitante.

### Arresto in Bolivia, estradizione del 2019 e confessione
Il 12 gennaio 2019 Cesare Battisti venne arrestato dall'Interpol in collaborazione con la SCIP-Criminalpol, la DCPP-DIGOS e l'AISE a Santa Cruz, in Bolivia. Al momento dell'arresto indossava barba e baffi finti. Il governo boliviano ne rifiutò l'asilo politico e ne ordinò l'immediata espulsione verso l'Italia, dove venne trasferito il 14 gennaio dopo essere stato preso in custodia dalla polizia italiana; al suo arrivo fu condotto nel carcere di Oristano (inizialmente si era parlato di quello di Rebibbia) dagli uomini del GOM della Polizia Penitenziaria dove rimarrà in isolamento diurno per sei mesi.
Il 25 marzo 2019 ammise per la prima volta le proprie responsabilità per i crimini imputatigli: si dichiarò infatti colpevole di tutti i reati per cui è stato condannato e chiese scusa ai famigliari delle vittime, dichiarando di non essere "mai stato vittima di ingiustizie. Ho preso in giro tutti quelli che mi hanno aiutato. Ad alcuni di loro non c'è stato neanche bisogno di mentire".

### Appello per la commutazione della pena
Il legale italiano di Battisti, Davide Steccanella (già avvocato di Renato Vallanzasca) ha promosso ricorso in corte d'appello, respinto dai giudici del tribunale milanese, per la commutazione della pena dell'ergastolo in 30 anni di reclusione, cosa che garantirebbe una scarcerazione più vicina. Comunque, la corte ha acconsentito che anche a Battisti possa essere concessa la legislazione premiale della legge Gozzini prevista per gli ergastoli con possibile condizionale senza articolo 41 bis, e quindi l'ex terrorista potrà richiedere un permesso premio di uscita temporanea già nel 2022. A luglio 2019 il ricorso è passato in esame alla Corte di Cassazione. Secondo il governo, smentendo le dichiarazioni iniziali del Ministro della Giustizia, essendo l'estradizione avvenuta dalla Bolivia, l'accordo italo-brasiliano di commutazione del 2017 non sarebbe valido, fatto contestato dalla difesa di Battisti. Il 19 novembre la Corte di Cassazione ha confermato la validità della pena.

### Declassificazione del regime carcerario
Il 29 settembre 2022 Cesare Battisti diventa detenuto comune, in quanto è stato declassificato il regime carcerario e gli è stato notificato il provvedimento nel carcere di Ferrara.
Lo stesso anno è tornato all'attività di scrittore dando alle stampe L'ultima duna, scritto con Sibyl von der Schulenburg (autrice che collabora con una ONLUS che assiste i detenuti in lavori artistici), romanzo ambientato sullo sfondo della guerra civile siriana.

### La difesa di Battisti
Prima di ammettere la sua colpevolezza per tutti i reati per cui era stato condannato, Battisti per decenni sostenne di non aver mai ucciso nessuno e di non aver «mai voluto uccidere nessuno» inducendo parecchie persone a credergli e dando origine a un movimento di sostegno da parte di intellettuali e persone di varie classi sociali che vennero tratti in inganno.
Coloro che hanno sostenuto l'innocenza di Battisti (e Battisti stesso) nel corso degli anni affermarono che il processo fosse stato condotto senza garanzie giuridiche, con l'uso di confessioni estorte con la violenza e di "pentiti" da essi ritenuti non attendibili (poiché in cambio della testimonianza contro l'assente Battisti furono scarcerati dopo pochi anni, nonostante fossero accusati di numerosi omicidi e di attività terroristica).
Le presunte contraddizioni del pentito
L'accusa contro Battisti si basò soprattutto sulle dichiarazioni di Pietro Mutti, collaboratore di giustizia. Testimoni secondari furono i dissociati Arrigo Cavallina e l'ex compagna giovanile di Battisti, Maria Cecilia Barbetta, le cui dichiarazioni furono confrontate con quelle del pentito.
Secondo lo scrittore Valerio Evangelisti, le contraddizioni sarebbero molte; Mutti avrebbe anche cambiato spesso versione in cui il ruolo di Battisti è diverso e confondendo gli omicidi Santoro e Campagna nelle interviste. Secondo Evangelisti, Battisti non avrebbe avuto altro modo per difendersi che praticare quello che definisce il "diritto all'evasione" e fuggire.
La stessa Cassazione affermò che «Questo pentito è uno specialista nei giochi di prestigio tra i suoi diversi complici, come quando introduce Battisti nella rapina di viale Fulvio Testi per salvare Falcone […] o ancora Lavazza o Bergamin in luogo di Marco Masala in due rapine veronesi. Del resto, Pietro Mutti utilizza l'arma della menzogna anche a proprio favore, come quando nega di avere partecipato, con l'impiego di armi da fuoco, al ferimento di Rossanigo o all'omicidio Santoro; per il quale era d'altra parte stato denunciato dalla DIGOS di Milano e dai CC di Udine. Ecco perché le sue confessioni non possono essere considerate spontanee».

Processo a Battisti e altri membri dei PAC

Riassumendo le contraddizioni nella testimonianza del pentito, che non affrontò comunque un contro-interrogatorio in aula, in particolare si troverebbero scarsi elementi per l'accusa in tre omicidi (Santoro, Sabbadin e specialmente Torregiani) ed elementi con molte incongruenze nell'omicidio Campagna, l'unico in cui Battisti fu accusato da testimonianza oculare: 
- Mutti affermò, cosa ripresa dalla sentenza, che l'agente Santoro era stato ucciso da Enrica Migliorati (precedentemente accusò Giuseppe Memeo e un'altra donna, ma poi cambiò versione) e da Battisti, ma in un altro verbale affermò invece di essere stato lui, in un altro è coinvolto anche Diego Giacomin[78]; addusse come prova il fatto che Battisti glielo avrebbe rivelato in confidenza.[78] In una delle versioni una testimone inizialmente parlò di un uomo alto 1,90 m, versione ripresa da Mutti e poi abbandonata: un complice non riconosciuto avrebbe agito con Memeo (o con una donna), e venne descritto come biondo, con la barba e alto 1,90 m[78]; l'uomo venne identificato poi con Battisti[78], che tuttavia è poco più alto di 1,60 m, non aveva la barba (anche se poteva averla posticcia secondo il pentito) e ha i capelli castani. Dopo dieci anni, nel 1993, una terrorista denunciata da Mutti come complice, venne assolta per questo delitto.[78]
- Mutti affermò prima che Battisti avesse ucciso Sabbadin di persona, ma dopo la confessione di un altro militante, Diego Giacomin, sostenne invece di averlo ucciso lui stesso assieme a Giacomin, mentre Battisti faceva da copertura armata, guidando l'auto; Battisti afferma che l'autista fosse invece una donna (senza farne il nome; un'altra complice, Paola Filippi[191], ebbe l'ergastolo per concorso ma riparò in Francia[78]), adducendo altre testimonianze.[20]
- Lo stesso Mutti attribuì a Battisti l'omicidio di Campagna, con lui e Claudio Lavazza come complici; affermò di averlo visto, ma non ricorda se direttamente o dentro lo specchietto retrovisore.[192]

(Pietro Mutti)
- L'altra condanna (omicidio Torregiani) fu per il reato di "concorso morale" previsto dalle leggi speciali antiterrorismo: nel caso Torregiani, dove secondo gli innocentisti Battisti si sarebbe forse limitato a partecipare a riunioni dei PAC (o forse non ne faceva più parte), dove altri militanti avevano deciso l'omicidio, ma non ci sarebbe prova che l'abbia approvato o l'abbia organizzato, come affermato dai pentiti (Mutti e Cavallina) e dalle sentenze, in quanto i PAC contavano più di 60 militanti e Battisti era un membro di bassa importanza[78]; essi contestano anche che nei principali mass media Battisti sia stato presentato, a dispetto delle sentenze, come colui che uccise materialmente Torregiani, «sparandogli alla schiena» (in realtà il gioielliere venne ucciso materialmente da Giuseppe Memeo, reo confesso, e da altri due complici), e che sparò al figlio di questo, rimasto paralizzato da un proiettile proveniente dalla pistola del padre, impugnata per autodifesa da Torregiani stesso (Battisti, anche secondo la sentenza, era altrove in quel momento, a effettuare la copertura armata all'omicida di Sabbadin); accusano inoltre di presentare Battisti come leader o "dirigente" dei PAC, quando fu un semplice militante, o di aver affermato che Battisti uccise Torregiani durante una rapina di autofinanziamento, cosa non vera.[78]

Presunto uso della tortura e irregolarità giuridiche

Battisti presenzia a un'udienza del processo nel febbraio 1981

Alcuni militanti dei PAC affermarono di aver subito pesanti torture, per far loro rivelare i colpevoli dell'omicidio Torregiani. Battisti ha però anche ribadito che nessuno, nemmeno sotto minaccia o tortura, ha mai fatto il suo nome come esecutore degli omicidi, tranne Pietro Mutti, in cambio di sconti di pena.
Mutti fece arrestare per l'omicidio Torregiani anche Sisinnio Bitti, poi risultato non coinvolto (avrà solo una pena minore per fiancheggiamento dei PAC) e vittima di violenze della polizia, assieme ad altri membri del Collettivo Politico della Barona, un gruppo legato all'Autonomia Operaia, che secondo gli inquirenti era legato direttamente ai PAC, poiché aveva parlato del delitto in un bar. Tra questi autonomi, Sisinnio Bitti, Umberto Lucarelli, Roberto Villa, Gioacchino Vitrani, Annamaria e Michele Fatone (fratelli di Sante Fatone dei PAC ma non coinvolti con essi) presenteranno esposti all'Autorità Giudiziaria per aver subito violenze dalla polizia. Evangelisti riporta che almeno dieci persone avrebbero confessato, causa torture, di essere autori materiali dell'omicidio Torregiani. Sisinnio Bitti ebbe una pena minore; disse di aver subito la tortura dell'acqua, ed ebbe tra l'altro, secondo referto medico, l'udito lesionato dalle percosse. Anche il principale accusatore Mutti potrebbe aver subito pressioni fisiche, anche se lui negò, salvo poi ammetterlo, secondo gli autori di CarmillaOnLine, in un'intervista a Panorama del 29 gennaio 2009. Il pentito fu tenuto isolato in luogo sconosciuto, senza avvocato, come accaduto ad altri terroristi arrestati nello stesso periodo (gennaio 1982) che subirono violenze (quali Emanuela Frascella delle BR, uno dei casi ammessi da Salvatore Genova, membro con Nicola Ciocia della squadra di Umberto Improta durante il sequestro di James Lee Dozier). Cesare Battisti sostiene apertamente che Mutti fu torturato: 
Inoltre, lo stesso legale di Battisti, l'avvocato anarchico Gabriele Fuga, non avrebbe potuto costruire una difesa efficace in quanto fu arrestato perché accusato di essere un fiancheggiatore dei suoi assistiti, e rilasciato a processo in corso, il 13 luglio 1981, e assunse la difesa di Enrica Migliorati. Battisti venne difeso da un avvocato d'ufficio, poi dal collega di Fuga, Giuseppe Pelazza, dopo essere evaso. Tra i testimoni a carico di alcuni imputati dei PAC ci furono anche una ragazzina di quindici anni, Rita Vitrani, indotta a deporre contro lo zio Sante Fatone, e dichiarata psicolabile dai periti. La Vitrani fu poi temporaneamente arrestata assieme al fratello nel 1984, durante la cattura e il ferimento di Fatone. Un altro testimone, Walter Andreatta, cadde in stato confusionale e fu definito "squilibrato" e vittima di crisi depressive gravi dagli stessi periti del tribunale.
Secondo Fred Vargas ci furono anche delle falsificazioni nei documenti, nei mandati e nelle firme con cui veniva assegnata la procura agli avvocati nel processo in contumacia, ma essi smentirono di essere stati sfavorevoli a Battisti.
Amnesty International criticò le modalità dei processi per terrorismo e associazione sovversiva tenuti negli anni ottanta, sia quello ai PAC, sia altri (omicidio Tobagi e processo 7 aprile), tenuti dai pubblici ministeri Pietro Calogero e Armando Spataro.
Dopo l'evasione di Cesare, i genitori di Battisti, con problemi di salute (il padre aveva un tumore, la madre era ospedalizzata), furono interrogati; i fratelli, una sorella e il cognato furono invece arrestati brevemente, detenuti in caserma e poi nel carcere di Frosinone e di Latina, interrogati - secondo la loro versione - in maniera pesante senza avvocato e poi rilasciati dopo alcune settimane. I carabinieri prelevarono una notte anche la nipote di quattordici anni che assistette all'interrogatorio dei genitori. In quanto non erano ufficialmente indagati di favoreggiamento, ma solo "persone informate", nonché trattenuti in base alla legislazione d'emergenza, non furono assistiti da un legale durante gli interrogatori. I genitori di Battisti morirono pochi anni dopo, senza che lui potesse rivederli.
I test scientifici sulle armi
Un'altra linea di difesa è quella che sostiene che i test scientifici condotti sulle armi di Battisti sequestrate e analizzate, per le quali fu condannato a 12 anni – per insurrezione armata contro i poteri dello Stato e possesso illegale di armi da fuoco – avrebbero dato esito negativo e confermato che non furono mai usate per sparare nel periodo immediatamente precedente all'arresto del 1979 (mentre Battisti avrebbe dovuto utilizzarle almeno per l'omicidio che avrebbe commesso di persona lo stesso anno, quello di Campagna). Il proiettile che uccise Campagna sarebbe stato identificato come appartenente alla stessa pistola usata da Memeo nell'esecuzione materiale del delitto Torregiani, mentre Mutti afferma che fu Battisti a sparare a Campagna (ma non a Torregiani). Risulterebbe quindi perlomeno esserci stata una pistola usata in comune tra i due.

#### I sostenitori dell'innocenza di Cesare Battisti
Un movimento di solidarietà a Cesare Battisti si è sviluppato in Francia in occasione della seconda richiesta di estradizione accettata dalle autorità francesi. Vari intellettuali e personalità del mondo della cultura e della politica francese vi hanno aderito, tra i quali Bernard-Henri Lévy, che ha curato la prefazione all'ultimo suo libro (Ma Cavale, "La mia fuga"), lo scrittore Serge Quadruppani, Philippe Sollers, Tahar Ben Jelloun e Daniel Pennac.

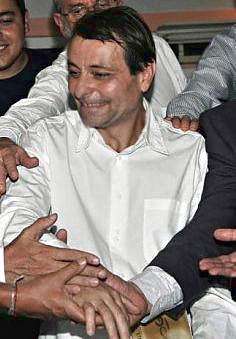
Cesare Battisti a un incontro con alcuni deputati del Partito dei Lavoratori, durante lo sciopero della fame nel carcere di Papuda, Brasilia, 2009

In particolare Cesare Battisti ha ricevuto il supporto della scrittrice francese Fred Vargas, che in questi anni lo ha sostenuto economicamente fino ai giorni dell'arresto in Brasile (dovuto a una telefonata rintracciata dalle autorità brasiliane fatta dal Battisti proprio all'abitazione parigina della Vargas). Suo il libro La Vérité sur Cesare Battisti, inedito in Italia.
Altre manifestazioni di solidarietà sono venute dallo scrittore Premio Nobel colombiano Gabriel García Márquez e da 500 tra scrittori, intellettuali e rappresentanti di organizzazioni non governative per i diritti umani brasiliani, tra cui (a titolo personale) anche esponenti di Amnesty International, firmatari di un documento per la concessione dello status di rifugiato politico a Cesare Battisti.
Solidarietà a Cesare Battisti è arrivata anche dall'Italia. Il sito internet Carmilla Online nel 2004 ha organizzato una raccolta di firme di solidarietà per Cesare Battisti coinvolgendo oltre 1 500 firmatari, tra cui Valerio Evangelisti (suo amico personale e principale sostenitore in Italia), Wu Ming, Vauro, Gianni Biondillo e Massimo Carlotto.
Tra i firmatari del documento comparve anche il giornalista e scrittore Roberto Saviano autore di Gomorra che tuttavia, nel gennaio 2009, ritirò la sua firma in segno di rispetto per le vittime. Lo stesso fecero Marco Müller, Laura Grimaldi (scrittrice e madre di Gabriele Grimaldi, anch'egli parte dei PAC) e altri. Questa raccolta di firme ha suscitato l'attenzione dei media soprattutto grazie all'interessamento del settimanale Panorama.
Lo scrittore Erri De Luca ha invece negato di avere firmato per Battisti, invocando però una soluzione politica per tutti i fuoriusciti accusati di terrorismo a causa delle loro attività negli anni di piombo, pubblicando un testo su Le Monde.
I difensori di Cesare Battisti, come detto, contestano principalmente le modalità con cui si è svolto il processo contumaciale a carico dell'ex militante dei PAC, in particolare sostengono che le accuse si baserebbero solo sulle dichiarazioni del pentito Pietro Mutti, anch'esso appartenente ai PAC, che avrebbe accusato il compagno per garantirsi gli sconti di pena concessi dalla legge speciale antiterrorismo italiana.
Alcuni paragonano il caso Battisti a quello di Pietro Valpreda, l'anarchico incarcerato per la strage di Piazza Fontana, additato come "mostro" dalla stampa, sulla base di due testimonianze (Mario Merlino e il testimone oculare Cornelio Rolandi) ritenute prima attendibili e poi rivelatasi incomplete, false o lacunose, e infine assolto. Ci sono stati anche paragoni, spesso polemici, tra la vicenda di Battisti e quella di Silvia Baraldini, detenuta negli Stati Uniti per accuse simili, in riferimento a reati commessi nel paese d'oltreoceano (concorso in evasione, rapina e omicidio), poi estradata in Italia nel 1999 e liberata dopo pochi anni, poiché considerata una perseguitata politica secondo il governo italiano, nonostante le proteste statunitensi. Altri notano l'affinità con le accuse, estorte, contro Giuseppe Gulotta, un muratore siciliano condannato per la strage di Alcamo Marina, scagionato dopo più di 30 anni e 22 di carcere; un altro condannato morì in prigione e altri due fuggirono in Brasile come Battisti, protetti dal governo sudamericano, fino alla dichiarazione di innocenza nella revisione processuale.
In Brasile e in America latina, solidali con Battisti sono stati Eduardo Matarazzo Suplicy, uno degli avvocati di Battisti e senatore di origini italiane del Partito dei Lavoratori, il citato ministro Tarso Genro, la storica Anita Leocádia Prestes (figlia di Olga Benario) e l'accademico argentino Carlos Alberto Lungarzo, il quale sostiene di avere «la certezza assoluta che la falsità delle accuse dei tribunali italiani, servilmente ripetute dalla maggior parte dei membri della corte suprema brasiliana nel 2009, resta ampiamente dimostrata». Matarazzo Suplicy ha attaccato il governo di Silvio Berlusconi, sostenendo che il premier avesse garantito a Lula - in forma riservata durante un incontro al vertice - che l'Italia avrebbe accettato pienamente qualunque decisione del governo brasiliano, senza protestare o minacciare boicottaggi (Berlusconi smentì quest'indiscrezione).
Dal 2019 CarmillaOnLine pubblica diversi articoli politici e biografici che l'ex PAC scrive in carcere. Nel primo di questi Battisti afferma di aver confessato per "smitizzare il mostro".

### Le reazioni ai falliti tentativi di estradizione
In relazione al caso Battisti si sono avute molteplici attestazioni di solidarietà ai parenti delle vittime degli omicidi commessi da Cesare Battisti e si è duramente criticato la posizione del governo brasiliano. In particolare:
- Sul diniego di estradizione da parte del Presidente Lula, il Presidente della repubblica italiana Giorgio Napolitano, che aveva già manifestato "stupore e profondo rammarico dinanzi alla decisione del Ministro della Giustizia Tarso Genro di concedere lo status di rifugiato politico al terrorista Cesare Battisti"[238], ha poi espresso «profonda delusione e contrarietà» per la scelta di Lula definita «incomprensibile».[239]. Lo stesso Presidente Napolitano ha rivolto "un pensiero addolorato alle vittime dei crimini di Battisti come di tutte le vittime del terrorismo".
- Vari esponenti politici di tutti i partiti presenti nel Parlamento italiano hanno criticato la decisione del presidente brasiliano Lula di non estradare Cesare Battisti. Tra di essi, Walter Veltroni, Piero Fassino, Angelino Alfano, Daniela Santanchè, Rosy Bindi, Giovanna Maggiani Chelli, presidente dell'Associazione dei familiari delle vittime della strage di via dei Georgofili a Firenze, Margherita Boniver, Enzo Marco Letizia, segretario nazionale dell'Associazione nazionale funzionari di polizia, Italo Bocchino.[240]
- Il Parlamento europeo ha approvato, con un solo voto contrario, una risoluzione, preparata da tutti i partiti italiani di destra e di sinistra presenti nell'europarlamento, per chiedere l'intervento dell'Unione europea a sostegno della richiesta di estradizione di Cesare Battisti dal Brasile[241]. A commento della decisione il capogruppo del Partito Democratico David Sassoli ha dichiarato: «Noi rappresentiamo l'Europa dei diritti di tutti ed è un diritto delle vittime quello di sapere che i colpevoli di reati così gravi scontino la pena in carcere».
- Sul caso Battisti ha espresso solidarietà alle famiglie delle vittime anche l'Associazione Italiana vittime del terrorismo.
- Barbara Spinelli si è occupata più volte dell'affaire Battisti, sia durante il periodo francese[242] sia dopo l'arresto in Brasile[243]. In particolare Barbara Spinelli ha argomentato che Battisti dev'essere considerato un terrorista condannato dopo un regolare processo e non un combattente di una guerra civile vittima di un processo sommario così come ritiene venga considerato dai suoi difensori. Ha invitato inoltre gli intellettuali che lo difendono a prendere piena conoscenza della vicenda processuale di Battisti prima di esprimersi al riguardo; infine, ha dichiarato piena solidarietà ai familiari delle vittime.
- Nel gennaio 2011 al Comune di Venezia venne presentata una mozione[244] con la quale si invitava a individuare forme di boicottaggio civile degli autori che nel 2004 firmarono l'appello a favore di Cesare Battisti. In seguito la mozione è stata ritirata.

Oltre che dai sostenitori già citati di Battisti, la decisione giuridica del Brasile di Lula è stata difesa, a vario titolo e con diverse motivazioni, da Sergio D'Elia, ex terrorista di Prima Linea e politico dei Radicali Italiani (nonché segretario di Nessuno tocchi Caino), dai giornalisti Massimo Fini, Paolo Persichetti (ex BR), Gianni Minà e Piero Sansonetti., e dall'ex leader di Potere Operaio Oreste Scalzone. Anche l'Associazione Antigone ha difeso dal punto di vista giuridico e umanitario la decisione.

## Cinema e teatro

### Film
- Secondo Battisti stesso[251] e secondo Valerio Evangelisti e altri, il personaggio di Alex, interpretato da Claudio Bisio in Puerto Escondido di Gabriele Salvatores (tratto dal romanzo omonimo di Pino Cacucci, che è anche uno dei firmatari dell'appello[217]), sarebbe ispirato alla sua vicenda, anche se la storia è differente (Alex non è presentato come un latitante "politico").[9][196] Battisti passò in effetti un lungo periodo di latitanza proprio a Puerto Escondido, sotto il nome falso di Enzo De Santis.[252]
- Il film Dopo la guerra (2017) di Annarita Zambrano è liberamente ispirato alle storie di alcuni condannati degli anni di piombo italiani, riparati in Francia sotto la dottrina Mitterrand, tra cui Paolo Persichetti e Cesare Battisti.[253][254]

### Documentari
- Cesare Battisti, résistances di Pierre-André Sauvageot (2004)

### Teatro
- Tracce - Scritti e letture da Cesare Battisti (2004), con Pier Giorgio Bellocchio, regia di Renato Chiocca.

## Opere
Molti dei libri di Battisti sono stati pubblicati in francese (alcuni solo in portoghese), poi in italiano, portoghese e altre lingue, alcuni sono disponibili solo in lingua straniera
Disponibili in italiano
- Travestito da uomo, Granata Press, Bologna, 1993 (Les habits d'ombre, Gallimard, Parigi, 1993)
- L'orma rossa, Einaudi, 1999 (L'ombre rouge, Gallimard, Parigi, 1995)
- L'ultimo sparo. Un «delinquente comune» nella guerriglia italiana, introduzione di Valerio Evangelisti, Derive-Approdi, Roma, 1998 (Dernières cartouches, Joelle Losfeld, Parigi, 1998)
- Avenida Revolución, Nuovi Mondi Media, Ozzano nell'Emilia, 2003 (Avenida Revolución, Rivages, Parigi, 2001)
- Faccia al muro, DeriveApprodi, Roma, 2012 (Face au mur, Parigi, Flammarion, 2012) 285 p. ISBN 978-2-08-127998-8
- L'ultima duna, Cesare Battisti e Sibyl von der Schulenburg, Golem Edizioni, 2022 ISBN 978-8892911123

In francese
- Nouvel an, nouvelle vie, Ed. Mille et une nuit, Parigi, 1994
- Buena onda, Gallimard, Parigi, 1996
- Copier coller, Flammarion, Parigi, 1997. Romanzo per ragazzi
- J'aurai ta Pau, Balene, Parigi, 1997 (nella serie "Le Poulpe")
- Naples, Eden Production, Parigi, 1999. Raccolta di cinque racconti di Cesare Battisti, Jean-Jacques Busino, Carlo Lucarelli, Jean-Bernard Pouy e Tito Topin
- Jamais plus sans fusil, du Masque, Parigi, 2000
- Terres brûlées, (curatore), Rivages, Parigi, 2000
- Le cargo sentimental, Joelle Losfeld, Parigi, 2003
- Vittoria, Eden Production, Parigi, 2003
- L'eau du diamant, du Masque, Parigi, 2006
- Ma cavale, Grasset/Rivages, Parigi, 2006 (con prefazione di Bernard-Henri Lévy e postfazione di Fred Vargas)

In portoghese
- Ser bambu, WMF Martins Fontes, 2010